# خرم‌آباد (نوبران)
خرم‌آباد یک روستا در ایران است که در بخش نوبران شهرستان ساوه واقع شده است. خرم‌آباد ۵۸ نفر جمعیت دارد.

## جمعیت
این روستا در دهستان بیات قرار دارد و براساس سرشماری مرکز آمار ایران در سال ۱۳۸۵، جمعیت آن ۵۸ نفر (۱۹ خانوار) بوده است.